# Napoleon-Marsch
Napoleon-Marsch (Marche de Napoléon) est une marche de Johann Strauss II (op. 156). L'œuvre est créée le 12 octobre 1854 au casino Schwenders de Vienne.

## Histoire
Comme la Marche de l'Alliance cette œuvre est également créée dans le contexte de la guerre de Crimée imminente. Les diplomates autrichiens ne sont pas disposés à soutenir le tsar russe Nicolas Ier dans ce conflit. Il y a une faction forte de la monarchie du Danube qui est plutôt du côté opposé, c'est-à-dire la France et l'Angleterre. En fin de compte, la monarchie du Danube reste neutre dans la guerre. La Russie ne pardonnera jamais cette attitude du gouvernement de Vienne et les tensions conduiront à la Première Guerre mondiale en 1914.
Johann Strauss suit la position pro-occidentale de l'époque et écrit cette marche qu'il dédie à l'empereur français Napoléon III. La première a eu lieu dans le cadre d'une célébration des partisans des Français, la soi-disant Fête Napoléon, au casino de Schwender. Après un premier succès, la marche, comme la Marche de l'Alliance, est vite oubliée, ce qui ne peut qu'être agréable pour le compositeur. Il n'a aucun intérêt à ce que ces œuvres lui soient rappelées lors de ses voyages ultérieurs à Pavlovsk, en Russie. Cela aurait pu nuire à ses sympathies.

## Durée
Sa durée d'exécution est d'environ 2 minutes et 30 secondes. Elle peut varier selon l'interprétation musicale du chef d'orchestre 

## Interprétations notables
La pièce est jouée lors du célèbre concert du nouvel an à Vienne : en 1968, sous la direction de Willi Boskovsky, et en 2008, sous la direction de Georges Prêtre.